# Katastrofa samolotu Boeing 737 (1998)
Katastrofa samolotu Boeing 737 – wypadek lotniczy samolotu Boeing 737-282, do którego doszło 5 maja 1998 w Andoas w Peru. W wyniku wypadku śmierć poniosło 75 osób (69 pasażerów i 6 członków załogi).

## Samolot
Occidental Petroleum wyczarterowała samolot od Peruwiańskich Sił Powietrznych do transportu pracowników naftowych.

## Wypadek
Samolot rozbił się podczas podejścia NDB do lotniska Alférez FAP Alfredo Vladimir Sara Bauer, 8 km przed Andoas.
Służby medyczne dotarły na miejsce katastrofy po ponad dobie, ze względu na złą pogodę. Ocalałych przenoszono do placówki medycznej w Andoas, ponieważ pogoda uniemożliwiła im ewakuację helikopterem. Później samolot ratunkowy Peruwiańskich Sił Powietrznych przyleciał do Andoas z zespołem medycznym, ekspertami ds. wypadków lotniczych i śledczymi policji.